# العلاقات الروسية العمانية
العلاقات الروسية العمانية هي العلاقات الثنائية التي تجمع بين روسيا وسلطنة عمان.

## مقارنة بين البلدين
هذه مقارنة عامة ومرجعية للدولتين:
| وجه المقارنة                                              | روسيا                                   | سلطنة عمان    |
| --------------------------------------------------------- | --------------------------------------- | ------------- |
| المساحة (كم2)                                             | 17.08 مليون                             | 309.50 ألف    |
| عدد السكان (نسمة)                                         | 146.80 مليون                            | 4.64 مليون    |
| الكثافة السكانية (ن./كم²)                                 | 8.59                                    | 14.99         |
| العاصمة                                                   | موسكو                                   | مسقط          |
| اللغة الرسمية                                             | اللغة الروسية                           | اللغة العربية |
| العملة                                                    | روبل روسي                               | ريال عماني    |
| الناتج المحلي الإجمالي (بليون دولار)                      | 1.58 تريليون                            | 72.64 مليار   |
| الناتج المحلي الإجمالي (تعادل القوة الشرائية) بليون دولار | 3.69 تريليون                            | 179.49 مليار  |
| الناتج المحلي الإجمالي الاسمي للفرد دولار أمريكي          | 9.09 ألف                                | 15.55 ألف     |
| الناتج المحلي الإجمالي للفرد دولار أمريكي                 |                                         | 38.63 ألف     |
| مؤشر التنمية البشرية                                      | 0.798                                   | 0.793         |
| رمز المكالمات الدولي                                      | +7                                      | +968          |
| رمز الإنترنت                                              | .ru، .рф، .рус ‏، .su                    | عمان          |
| المنطقة الزمنية                                           | Magadan Time ‏، ت ع م+02:00، ت ع م+12:00 | ت ع م+04:00   |

## منظمات دولية مشتركة
يشترك البلدان في عضوية مجموعة من المنظمات الدولية، منها:
| علم المنظمة | اسم المنظمة                        | تاريخ انضمام روسيا | تاريخ انضمام سلطنة عمان |
| ----------- | ---------------------------------- | ------------------ | ----------------------- |
|             | مؤسسة التنمية الدولية              | 16 يونيو 1992      | 1973                    |
|             | المنظمة الهيدروغرافية الدولية      | ?                  | ?                       |
|             | مؤسسة التمويل الدولية              | 12 أبريل 1993      | 1973                    |
|             | منظمة حظر الأسلحة الكيميائية       | ?                  | ?                       |
|             | يونسكو                             | 21 أبريل 1954      | 10 فبراير 1972          |
|             | الأمم المتحدة                      | 24 أكتوبر 1945     | 7 أكتوبر 1971           |
|             | الاتحاد الدولي للاتصالات           | 1866               | 28 أبريل 1972           |
|             | منظمة الشرطة الجنائية الدولية      | 27 سبتمبر 1990     | ?                       |
|             | البنك الدولي للإنشاء والتعمير      | 16 يونيو 1992      | 1971                    |
|             | الاتحاد البريدي العالمي            | ?                  | ?                       |
|             | وكالة ضمان الاستثمار متعدد الأطراف | 29 ديسمبر 1992     | 1989                    |
|             | منظمة التجارة العالمية             | 22 أغسطس 2012      | 2000                    |
|             | الفريق المعني برصد الأرض           | ?                  | ?                       |

## وصلات خارجية
- موقع وزارة الخارجية الروسية
- موقع وزارة الخارجية العمانية